# Trolejbusy w Gori
Trolejbusy w Gori − zlikwidowany system komunikacji trolejbusowej w gruzińskim mieście Gori, działający w latach 1972−2010.

## Historia
Trolejbusy w Gori uruchomiono w 30 kwietnia 1972. W 1999 w mieście istniały 3 linie trolejbusowe. System zlikwidowano w marcu 2010.

## Tabor
W eksploatacji znajdowały się 3 typy trolejbusów:
- Škoda 9Tr
- Škoda 14Tr
- ZiU-9 (w 2001 sprowadzono dwa trolejbusy z Aten, w 2006 sprowadzono jeden trolejbus z Tbilisi)